# 佛朗哥·德佩德里纳
佛朗哥·德佩德里纳（義大利語：Franco De Pedrina，1941年1月27日—），意大利男子赛艇运动员。他曾代表意大利参加1964年夏季奥林匹克运动会赛艇比赛，获得男子四人单桨有舵手银牌。